# جمعية كشافة جامايكا
جمعية كشافة جامايكا هي المنظمة الكشفية الوطنية في جامايكا، تأسست في عام 1910، وأصبحت عضو في المنظمة العالمية للحركة الكشفية في عام 1963. وشاركت الجمعية في الأنشطة التعليمية وتضم الجمعية 2539 عضو في 18 مقاطعة اعتبارا من عام 2011.
في عام 1952، وعقدت منطقة البحر الكاريبي المخيم لأول مرة في جامايكا.
خدمة المجتمع هي جزء رئيسي من الكشافة الجامايكية. هناك مخيمات تقام للشباب المحرومين، وحملات محو الأمية، والنظافة، وغرس الأشجار وأعمال الإغاثة أثناء الكوارث الطبيعية.
الحاكم العام لجامايكا، السير باتريك ألين هو الآن رئيس كشافة جامايكا. السيد كارلتون طومسون هو المفوض الدولي لجمعية كشافة جامايكا.